# Barton (inslagkrater)
Barton is een inslagkrater op Venus. Barton werd in 1991 genoemd naar Clara Barton (1821-1912), een van de oprichters van het Amerikaanse Rode Kruis.
De krater heeft een diameter van 52,2 kilometer en bevindt zich in het zuidwesten van het quadrangle Sedna Planitia (V-19), in de omgeving van vier andere kraters, Kumba, Roxanna, Lachappelle en Lilian.
Typisch voor deze grootte van kraters op Venus zijn de piekringen in plaats van een enkele centrale piek. De bodem van de krater is vlak en radardonker, wat wijst op mogelijke opvulling door lavastromen ergens na de inslag. De centrale piekring van Barton is niet doorlopend en lijkt te zijn onderbroken of gescheiden tijdens of na het kraterproces. De blokvormige kraterafzettingen (ejecta) die Barton omringen, lijken het meest uitgebreid te zijn aan de zuidwest tot zuidoostkant van de krater.